# حبق كودي
حبق كودي (الاسم العلمي:Ocimum coddii) هو نوع من النباتات يتبع جنس الحبق من الفصيلة الشفوية.